# Saint-Étienne-de-Crossey
Saint-Étienne-de-Crossey település Franciaországban, Isère megyében. Lakosainak száma 2603 fő (2022. január 1.). Saint-Étienne-de-Crossey Saint-Nicolas-de-Macherin, Voiron, Coublevie, Saint-Aupre, Saint-Joseph-de-Rivière és La Sure en Chartreuse községekkel határos.

## Népesség
A település népessége az elmúlt években az alábbi módon változott:
| Lakosok száma | 808  | 1774 | 2081 | 2522 | 2564 | 2550 | 2542 | 2595 | 2572 | 2603 |
|               | 1968 | 1982 | 1990 | 2006 | 2013 | 2015 | 2017 | 2019 | 2020 | 2022 |